# Marmosops noctivagus
Marmosops noctivagus e вид опосум от семейство Didelphidae.
Видът е разпространен в Бразилия, Еквадор, Боливия и Перу. Наземен и дървесен вид. Обитава тропически гори и вторично засадени от човека гори и райони със селскостопански култури.